# Patrick Dever
Patrick Dever (* 5. September 1996 in Leyland) ist ein britischer Leichtathlet, der sich auf den Langstreckenlauf spezialisiert hat.

## Sportliche Laufbahn
Erste Erfahrungen bei internationalen Meisterschaften sammelte Patrick Dever bei den Crosslauf-Europameisterschaften 2016 in Chia, bei denen er nach 24:29 min den 49. Platz im U23-Rennen belegte. Im Jahr darauf erreichte er bei den Crosslauf-Europameisterschaften 2017 in Šamorín nach 25:02 min Rang 16 im U23-Rennen und gewann in der Teamwertung die Bronzemedaille. Bei den Crosslauf-Europameisterschaften 2018 in Tilburg wurde er mit 24:05 min Fünfter im U23-Rennen und sicherte sich in der Teamwertung die Silbermedaille. Bei den Crosslauf-Weltmeisterschaften 2019 in Aarhus gelangte er nach 33:49 min auf Rang 36 im Einzelrennen und bei den Crosslauf-Europameisterschaften in Lissabon erreichte er mit 31:29 min Rang 25. Im selben Jahr begann er ein Studium an der University of Tulsa in den Vereinigten Staaten. 2022 klassierte er sich bei den Weltmeisterschaften in Eugene mit 29:13,88 min auf dem 22. Platz im 10.000-Meter-Lauf. Anschließend belegte er bei den Commonwealth Games in Birmingham in 13:22,10 min den siebten Platz über 5000 Meter und bei den Europameisterschaften in München gelangte er mit 13:45,89 min auf Rang 21. 2024 belegte er bei den Europameisterschaften in Rom in 28:04,43 min den sechsten Platz über 10.000 Meter. Anschließend verpasste er bei den Olympischen Sommerspielen in Paris mit 14:13,48 min den Finaleinzug über 5000 Meter.
2021 wurde Dever britischer Meister im 5000-Meter-Lauf.

## Persönliche Bestzeiten
- 3000 Meter: 7:37,39 min, 13. Juli 2021 in Gateshead
  - 3000 Meter (Halle): 7:43,57 min, 30. Januar 2022 in Boston
- 5000 Meter: 13:19,85 min, 11. Juni 2021 in Eugene
  - 5000 Meter (Halle): 13:04,05 min, 16. Februar 2024 in Boston
- 10.000 Meter: 27:08,81 min, 16. März 2024 in San Juan Capistrano